# قصيدة فيرنان جونثاليث

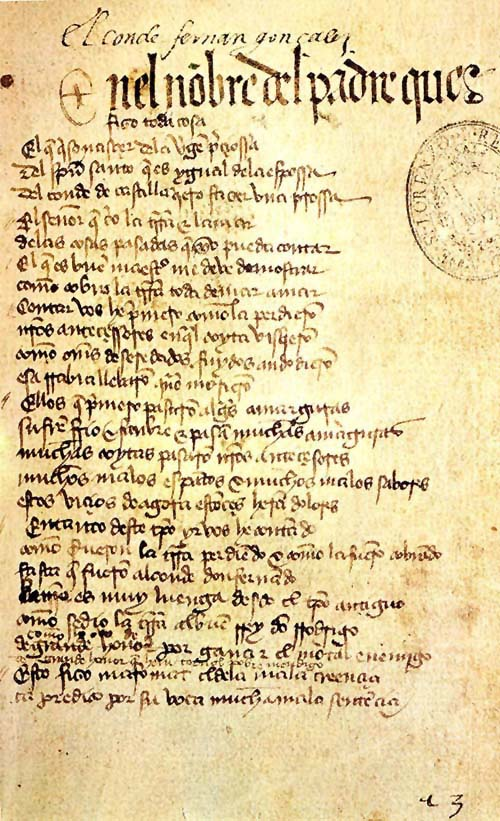
Poema de Fernán González

قصيدة فرنان جونثاليث (بالإسبانية:Poema de Fernán González) هي قصيدة ملحمية تنتمي لفن أدب الرهبان، محتواها عبارة عن أنشودة بطولية تروي أحداثًا تاريخيةً مختلفة في حياة هذه الشخصية، وهي ذات صلة بتاريخ إسبانيا وقشتالة.

## الانتقال وتاريخ التكوين
وصلت إلينا قصيدة فرنان جونثاليث في مخطوطة واحدة محفوظة في دير سان لورنزو دي الإسكوريال، وهي نسخة متأخرة جدًا تعود للقرن الخامس عشر حيث تدخلت فيها يدان لتحديث اللغة وتشويه النص بشكل كبير مع وجود فجوات عديدة، بعضها كبير جدًا لدرجة أن الجزء الأخير مفقود.
تنقطع المخطوطة عند المقطع 752 بعد عرض معركة فالبيير بين الكونت جونثاليث وغارسيا ملك نافارا، وقد تمكن علماء اللغة من إعادة بناء الأجزاء المفقودة بفضل النثر الموجود في "الوقائع العامة الأولى"، الذي انتقل أيضًا للنُسخ اللاحقة باستثناء تلك التي تعود إلى عام 1344، والتي تُفضل اتباع سردية الأنشودة البطولية المفقودة بدلًا من القصيدة المنتمية لفن أدب الرهبان. وعلى ما يبدو أنه توجد ثلاث مخطوطات أخرى لهذا العمل، إلا أنهم فُقِدوا.
وربما كُتب العمل من قِبَل راهب من دير سان بيدرو دي أرلانزا، حيث تدور حياة البطل بأكملها حول هذا المكان ويبدو أن الغرض من القصيدة كان نشر وإدامة عبادة قبره، حيث دُفن هناك؛ من أجل كسب الحُجاج والصدقات. يُرجِع رامون مننديث بيدال تاريخها لحوالي عام 1255، بينما توصَّل ماردن أنها كُتبت حوالي عام 1250 أو بعد ذلك بقليل، وذلك بالطبع بعد قصائد جونثالو دي بيرثيو ونموذجه كتاب الإسكندر، لأنها تعتمد بشكل كبير عليهم وخاصة على ذلك الأخير.

## الهيكل والمحتوى
كبقية أعمال فن أدب الرهبان الأولى التي تنتمي إليها، تتكون القصيدة من فقرات شعرية رباعية، وأبيات ربُاعية سكندرية من 14 كلمة مُقَسمة إلى شطرين يتألف كل منها من سبع كلمات.
تروي القصيدة الحملات المتكررة ضد غارات الخلافة الأموية في قرطبة بقيادة المنصور دفاعًا عن مقاطعة قشتالة التي يحكمها فرنان غونثاليث، وعن حروبه ضد ملك نافار، ومناقشاته مع ملك ليون، وحمايته لدير سان بيدرو دي أرلانزا حيث دُفن في النهاية.
تعكس أيدولوجية القصيدة الدور الذي لعبه الكونت فرنان جونثاليث في تحقيق قشتالة البدائية السيادة الشرعية على كل إسبانيا، ويرجع ذلك جزئيًا إلى بقائها منذ نشأتها خارج نطاق الغزو العربي.
إن الرؤية الملكية القوطية مثالية تمامًا، حيث تم تجاهل النزاعات الداخلية العديدة والمؤامرات والتمردات التي أنهت حكمها، وتم التركيز على المسلمين بحكم روح الحملة الصليبية التي يجسدها البطل كونت قشتالة منذ عام 932. وتظهر قشتالة في القصيدة متناقضة في ثلاث جوانب: مواجهة العالم الإسلامي، والتنافس مع مملكة نافارا، والسعي للانفصال عن مملكة ليون.
لا يعرف المؤلف الكثير من التفاصيل عن الأحداث التاريخية، حيث لم يسجلها أي مؤرخ من نفس حقبة فرنان جونثاليث أو حتى بعده؛ فقد انتشرت التقاليد أو الأساطير أو التاريخ بطريقة شفهية وأدت إلى ظهور أغنية ملحمية مفقودة لم يبقَ لنا منها سوى النص النثري، إلا أن هذا ليس المصدر الوحيد للقصيدة: حيث توجد آثار لنصوص أخرى، ومن بين الاختلافات الأخرى مع الأغنية المفقودة: إخفاء القصيدة تمرد الكونت على ملك ليون والحرص على إبراز تقوى الكونت الدينية بهدف ربطه بشكل وثيق بدير سان بيدرو دي أرلانزا، وتُظهر الأغنية أن طفولة الكونت كانت بمثابة تمهيد لمسيرته الفروسية، حيث يُربَي الكونت على يد رجل مُسن خبير في استخدام الأسلحة الذي ينقل له جميع مهارته، لكن الطفل يُختطف في القصيدة بشكل غامض من قِبَل رجل عامل في حرق الفحم ويُربَى في الجبال، وهذا الحدث لا يظهر في التقاليد السابقة بل استلهمه الشاعر المجهول من التقاليد الشعبية ومن ثقافات أخرى لإبراز التباين بين نشأة الكونت المتواضعة وعظمته اللاحقة.
ومن بين المصادر الأخرى للقصيدة، يمكن الإشارة أيضًا إلى قصة "توربيني" المدرجة في مخطوطة "كاليكستينوس" في كومبوستيلا، وقصة "جوثوروم دي ايسيدورو"، وكتاب "ريجوم"...
كما يُلاحظ تأثير أسطورة القديس إيوستاكيوس التي ألهمت حدث النبوة الشهير، وكذلك تأثير التقليد الشفهي.
وفي عام 1960 عُثر على لوح يحتوي على أبيات للقصيدة باللغة القشتالية القديمة في بلدة "فيلامارتين دي سوتوسكويفا" (ميرينداد دي سوتوسكويفا) في شمال مقاطعة بورجوس. ويعود تاريخ اللوح إلى القرن الرابع عشر وبالتالي فهو أقدم من نسخة القرن الخامس عشر.

## وصلات خارجية
- Magia y épica en la literatura medieval: el poema de Fernán González
- Biblioteca virtual Miguel de Cervantes: Poema de Fernán González
- Historia del Condado de Castilla: Edición castellano antiguo / moderno de El Poema de Fernán González
- Otra versión del texto en La Manticora: Revista de Textos Medievales
- Información sobre la teja de Villamartín de Sotoscueva[وصلة مكسورة]